# Aeropuerto de San Joaquín
Aeropuerto de San Joaquín (IATA: SJB, OACI: SLJO) es un aeropuerto a 2 kilómetros (1,2 millas) al sur de San Joaquín, una ciudad en el departamento del Beni de Bolivia. El aeropuerto reemplaza a uno más antiguo adyacente a la ciudad.